# キャム・カミニティ
キャメロン・カミニティ（Cameron Caminiti, 2006年8月8日 - ）は、アメリカ合衆国アリゾナ州スコッツデール出身の野球選手（投手）。左投左打。元プロ野球選手のケン・カミニティは従兄にあたる。

## 経歴
高校時代に学年変更して卒業を1年早め、ルイジアナ州立大学へ進学予定であることを発表した。
4年目の2024年は投手として9勝0敗、防御率0.93、119奪三振、打者として打率.493、3本塁打、28打点を記録した。
2024年のMLBドラフト1巡目（全体24位）でアトランタ・ブレーブスから指名された。